# Was ist der Mensch?
Das Buch Was ist der Mensch? Die Anthropologie der Gegenwart im Lichte der Theologie des deutschen evangelischen Theologen Wolfhart Pannenberg erschien 1962 als Sammlung von elf Vorträgen, basierend auf Vorlesungen, die er zwischen 1959 und 1961 an der Kirchlichen Hochschule Wuppertal und an der Johannes Gutenberg-Universität Mainz hielt.

## Inhalt
Nach Pannenberg leben wir in einem Zeitalter der Anthropologie („Wissenschaft vom Menschen“), die als umfassende Wissenschaft ein Hauptziel der geistigen Bestrebungen unserer Gegenwart ist. Der Mensch macht sich selbst zum Problem und setzt immer mehr daran, das Rätsel seiner Person zu entschlüsseln. 
Ein Grund dafür liegt in der Tatsache, dass Gott und der Glaube nicht mehr, wie noch im Mittelalter, vorrangige Orientierungspunkte in unserer Welt sind. Wir leben viel mehr in einer religiös unentschlossenen Gesellschaft. Neue Orientierung boten eine Zeit lang die Errungenschaften der Naturwissenschaften, die in den letzten Jahrzehnten erstaunliche Fortschritte gemacht haben. Dennoch konnten auch diese dem Menschen bisher keine befriedigende Antwort auf die Frage nach sich selbst geben. 
Ein umfassendes Verständnis erhofft man sich nun aus der Zusammenführung aller wissenschaftlichen Erkenntnisse, um somit ein Gesamtbild entwerfen zu können, welches dem Menschen helfen soll, sich selbst zu verstehen und so sein Leben zu meistern.
Pannenberg vergleicht den Menschen mit dem Tier. Im Gegensatz zum Tier, das nur Umwelt hat, steht dem Menschen die ganze Weltfülle zur Verfügung. Während das Tier ein geschlossenes Triebzentrum darstellt, ist dem Menschen die Offenheit zu eigen. Offen für neuartige Dinge und Erfahrungen, für die gesamte Wirklichkeit. 
Den Sinn der Offenheit gewinnt Pannenberg aus der menschlichen Triebstruktur. Im Gegensatz zum Tier ist sie nicht ausschließlich triebbestimmt, sondern besteht darin, auf etwas angewiesen zu sein. Der Mensch ist unendlich angewiesen. Deshalb setzt er ein unendliches Gegenüber, das nicht endlich ist, sondern unendlich. Die Weltoffenheit setzt eine Gottbezogenheit voraus. Die Weltoffenheit erschöpft sich nicht im Kulturschaffen, wie Arnold Gehlen in seinem Konzept des Menschen als Mängelwesen postuliert und auf das sich Pannenberg an vielen Stellen seiner Veröffentlichung bezieht. Die Triebstruktur des Menschen schafft ein unendliches Angewiesensein des Menschen auf ein Unendliches, auf Gott. Mit seiner grenzenlosen Offenheit beherrscht der Mensch die Welt. Dies geschieht durch die Sprache und durch Symbole. Damit schafft der Mensch eine Kulturwelt, mit der er seine Bedürfnisse befriedigt.
Parallel zu der den Menschen bestimmenden Weltoffenheit existiert die Zeitoffenheit, die den Menschen dazu zwingt, über den eigenen Tod hinaus zu denken. Beides bedingt einander.

## Werkausgaben
- Wolfhart Pannenberg: Was ist der Mensch? Die Anthropologie der Gegenwart im Lichte der Theologie. 8. Auflage. Vandenhoeck & Ruprecht, Göttingen 1995, ISBN 3-525-33187-8 (Leseprobe in der Google-Buchsuche; erstveröffentlicht 1962).